# 空心魔方
空心魔方是一種魔方，外觀與三阶魔方類似，

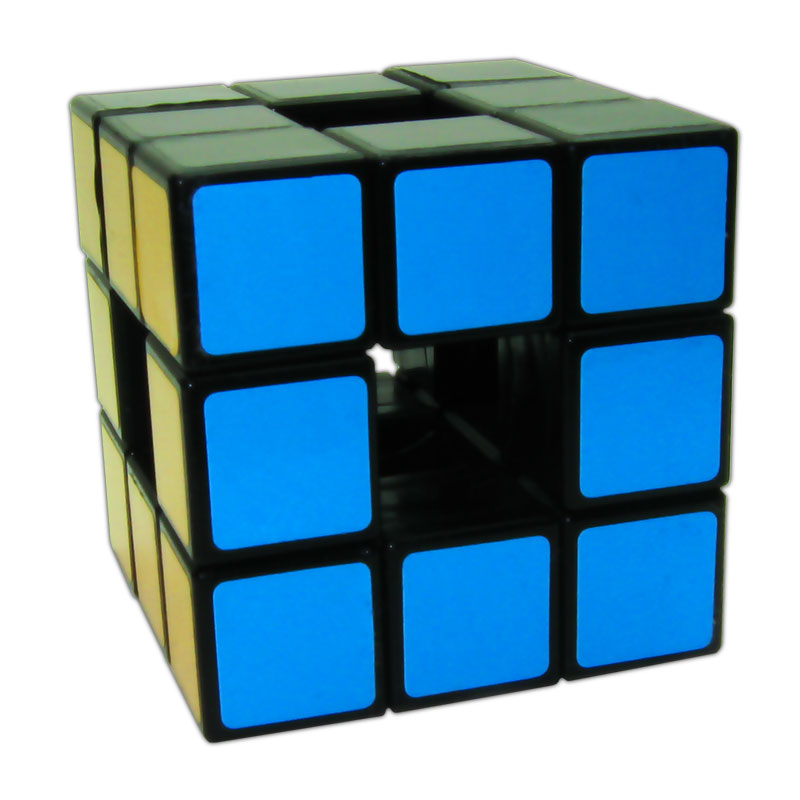
已還原的空心魔方

但结构与三阶魔方不同，其最大的特徵就是缺乏中心塊。
由於該方塊缺乏中心塊，因此其外觀類似於一階门格海绵。
在一般三階魔術方塊上使用的核心也不存在此魔方上，在所有三個軸上都是直接穿過整個魔術方塊的孔洞。由於整個魔方的體積有限，雖然這種魔方都可以進行一般三階魔術方塊的所有動作，但這種方塊仍須採用與一般三階魔術方塊完全不同的結構機制。
由于没有中心块，所以复原比一般三阶魔術方塊难。空心魔方由日本的冈本胜彦发明，一般以三阶为主，亦有其他人製造四阶或以上的空心魔方。
日本Gentosha Education擁有製造官方三阶空心魔方的許可證。
這些官方設計也以斯平玛斯特旗下的Rubik's品牌出售，許多製造商都發售了類似產品。
速解空心魔方在許多展覽中很常見，但其並非世界魔方協會的正式比賽項目。
這款魔術方塊曾於2007年參加國際益智玩具設計大賽並獲獎。

## 解法
還原空心魔方比還原一般三阶魔方稍微困難一些。因為在還原空心魔方時會遇到一些還原三阶魔方不會遇到的挑戰。第一個挑戰是空心魔方缺少可以參考的中心塊。一般三阶魔方具有不會改變排列順序及位置的中心塊，因此三阶魔方有可以利用這些固定顏色的中心塊來確定欲還原之面的顏色。然而空心魔方並沒有中心塊，因此還原的過程必須要透過觀察角塊的顏色（或死背各個面顏色的配置）來確定欲還原之面的顏色。這情況類似於偶數階的立方體魔術方塊，如四階魔術方塊，其亦無不動的中心塊可以做為欲還原之面的顏色參考。

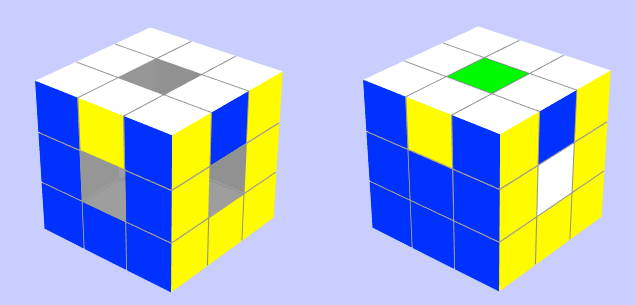
奇數次的邊塊交換

第二個額外的挑戰是空心魔方允許奇數次的邊塊或角塊交換，這在三阶魔方是不可能的。主要的原因在於，一般有中心塊的三阶魔方都是偶排列，但如果缺少了中心塊的話，方塊就會變成奇排列。更通俗地說就是，空心魔方沒有可參考的中心塊，因此可以視為中心塊不上色的三阶魔方，代表中心塊的位置在還原的過程不列入考慮，這會造成在三阶魔方中，中心塊錯位而導致奇數次的邊塊或角塊交換，這在三阶魔方中因為中心塊錯位所以可以被觀察出來，但由於空心魔方沒有中心塊，因此無法觀察出這種情況。這種情況在隨機打亂的過程有一半的機率會發生，不過其可以透過一些額外的演算法來解決，這意味著，要還原空心魔方除了使用一般三阶魔方的方法之外，還要記一些額外的公式。

## 變體

### 唯稜空心魔方

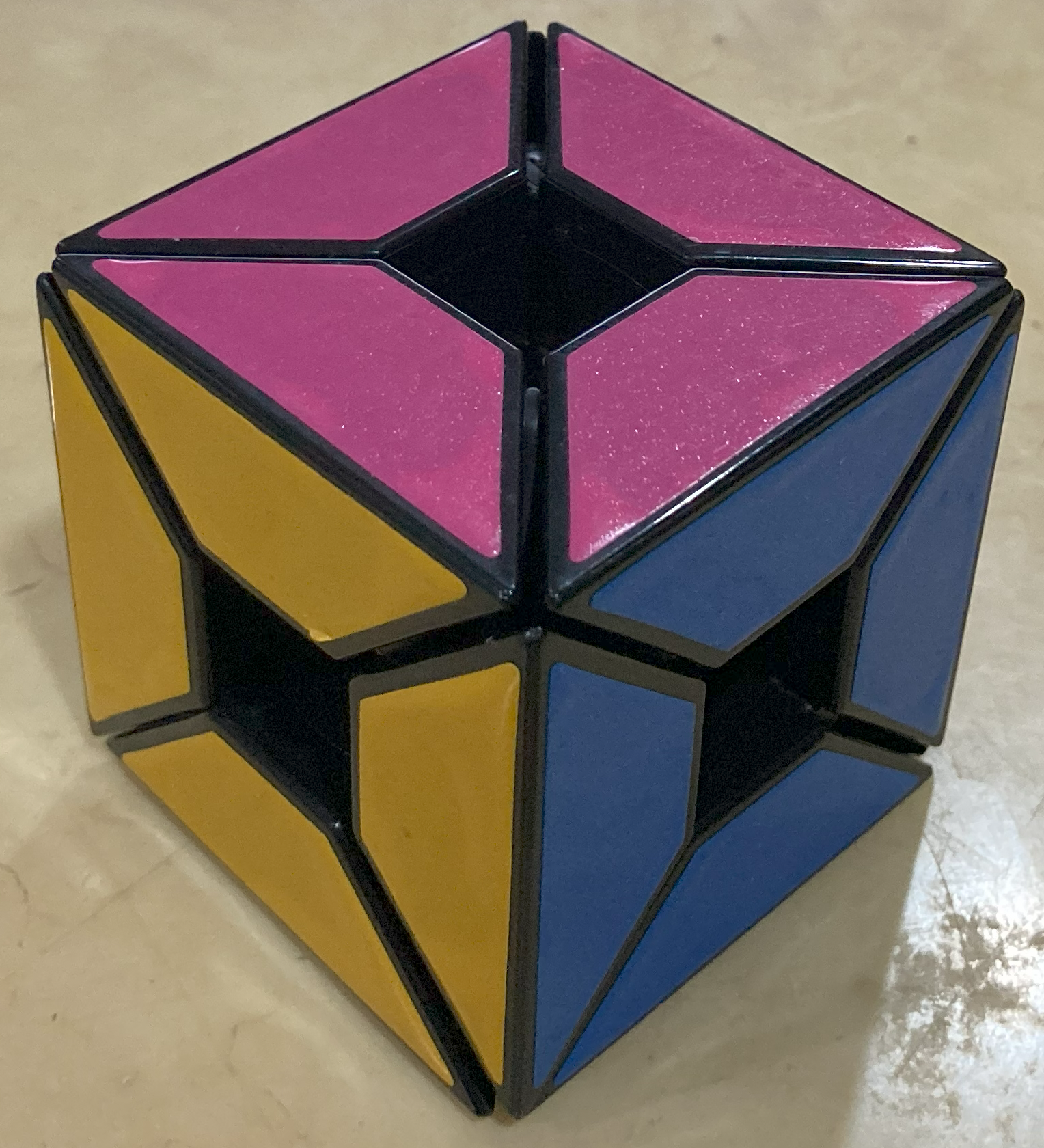
唯稜空心魔方

唯稜空心魔方（Edges Only Void Cube）又稱唯稜魔方，是空心魔方的一種變體。其除了缺乏三阶魔方的中心塊外，也移除了三阶魔方的所有角塊。其與三阶魔方的關係和三阶魔方與二阶魔方的關係類似：二阶魔方可以視為移除了除了角塊以外的所有東西之魔方；而唯稜空心魔方則可以視為移除了除了邊塊以外的所有東西之魔方。
唯稜空心魔方可以使用一般空心魔方的解法來還原，即以忽略角塊的方式來求解。也存在一些針對唯稜空心魔方優化的公式。